# Secretariado Gitano de Barcelona
El Secretariado Gitano de Barcelona es la institución más antigua en España dedicada al trabajo con la población gitana. Su metodología de trabajo se basa en la implicación de los propios gitanos, el fomento del voluntariado y la independencia económica frente a las administraciones.
Fue creada en 1965 por el arzobispo-obispo de Barcelona Gregorio Modrego, para la mejora de las condiciones de vida de la población gitana, a partir de la labor que los jesuitas Lluís Artigues y Pere Closa ya realizaban desde 1956.
Entre 1965 y 1978 editó la revista Pomezia, decana de las publicaciones españolas de temática gitana y una de las pioneras en todo el mundo.
Históricamente, al margen de los resultados más palpables de su labor, promovió la conciencia colectiva entre el pueblo gitano y formó a la que después sería la primera promoción de dirigentes del movimiento asociativo gitano.
Impulsada por el Arzobispado de Barcelona, ha tenido como directores al propio Artigues, Jordi García-Die, Oriol Xirinacs, Ignasi Marquès y, en la actualidad, Sergi Rodríguez.
Su trabajo se desarrolla fundamentalmente en ocho ámbitos distintos: inclusión, prisiones, cultura, empleo, salud, vivienda, colonias infantiles y cooperación. Trabaja en red con Cáritas de Barcelona, la Fundación Pere Closa, la Fundación Pere Tarrés y Manos Unidas. Se financia, básicamente, a partir de aportaciones privadas. Precisamente en el campo cultural, en 2010 abrirá el Centro García-Díe de Cultura Gitana, que será el mayor de España en su especialidad. 
Complementa su labor con el Secretariado de Pastoral Gitana de Barcelona, también del Arzobispado de Barcelona, dedicado a la animación pastoral de las comunidades gitanas católicas de Barcelona.
Tiene su sede en Pl Nova 1, de Barcelona - 08002  (41°23′04″N 2°10′35″E / 41.384384, 2.176251)
- Datos: Q6123138